# Alcis paraphiata
Alcis paraphiata là một loài bướm đêm trong họ Geometridae.